# Yarborough Landing
Yarborough Landing è un census-designated place (CDP) degli Stati Uniti d'America, situato in Arkansas, nella contea di Little River. Secondo il censimento del 2020 gli abitanti di Yarborough Landing ammontavano a 457.